# Město určené vládním nařízením

Poloha jednotlivých měst

Město určené vládním nařízením (japonsky 政令指定都市, seirei šitei toši) někdy též určené město (指定都市, šitei toši) nebo město s vládním nařízením (政令市, seireiši) je japonské město, které má víc než 500 000 obyvatel, má důležitou ekonomickou a průmyslovou funkci a bylo jako takové označeno vládním nařízením podle článku 252, oddílu 19 Zákona o místní autonomii.
Určená města přebírají celou řadu funkcí v oblastech, jako je veřejné školství, sociální péče, hygiena, obchodní licence a územní plánování, jež obvykle vykonávají vlády prefektur. Městská samospráva má obecně na starosti různé nižší administrativní funkce v každé oblasti, zatímco prefekturní vlády si ponechávají pravomoc rozhodovat o důležitých záležitostech. Například drobní obchodníci s léčivy a malé polikliniky mohou mít licenci od určených městských samospráv, ale lékárny a nemocnice musejí mít licenci od prefekturních vlád.
Určená města se také musí rozdělit na čtvrti (区, ku), z nichž každá má svůj vlastní úřad městské části, který pro městskou samosprávu vykonává různé administrativní funkce, jako jsou vedení matriky a registru obyvatel a výběr daní. V některých městech zodpovídají úřady městských částí též za udělování obchodních licencí, stavební povolení a další administrativní záležitosti. Struktura a pravomoci městských obvodů jsou stanoveny obecními vyhláškami.
Do tohoto systému nepatří 23 zvláštních obvodů Tokia, protože Tokio je prefektura a jeho okrsky jsou fakticky nezávislými městy. Přestože dva největší tokijské obvody Segataja a Nerima jsou dostatečně lidnaté, aby se mohly stát určenými městy, nepovažují se za „města“ ve smyslu Zákona o místní autonomii, a proto nejsou jako taková určena.
Žádné město určené vládním nařízením o tento status nikdy nepřišlo.

## Seznam měst určených vládním nařízením
- Kóbe (1956)
- Kjóto (1956)
- Nagoja (1956)
- Ósaka (1956)
- Jokohama (1956)
- Kitakjúšú (1963)
- Fukuoka (1972)
- Kawasaki (1972)
- Sapporo (1972)
- Hirošima (1980)
- Sendai (1989)
- Čiba (1992)
- Saitama (2003)
- Šizuoka (2005)
- Sakai (2006)
- Niigata (2007)
- Hamamacu (2007)
- Okajama (2009)
- Sagamihara (2010)

## Města s více než 500 000 obyvatel, jež dosud nebyla nominována
- Funabaši
- Hačiódži
- Himedži
- Kagošima
- Kawaguči
- Macujama
- Ucunomija